# Papilio zalmoxis
Espèce
Papilio zalmoxis ou Machaon bleu géant est une espèce de lépidoptères (papillons) de la famille des Papilionidae. Cette espèce est présente en Afrique subsaharienne.

## Description

### Mâle
L'envergure peut atteindre 15 cm. À l'avers les ailes sont le plus souvent bleues irisées, avec des marges et des veines noires. La couleur bleue des ailes n'est pas causée par des pigments mais par un phénomène de diffraction de la lumière sur les écailles appelé "effet Tyndall". 
Certains spécimens toutefois ont des ailes marron à l'avers. D'autres spécimens en collection ont des ailes verdâtres, mais il s'agit d'une altération de couleur post-mortem. Au revers les ailes sont blanches avec des veines noires. L'apex des ailes antérieures est marron, tandis que les ailes postérieures sont en grande partie marron, seules la partie centrale de l'aile est blanc.
La tête et le thorax sont noirs tandis que l'abdomen est jaune vif, comme chez les Ornithoptères.

### Femelle
La femelle est beaucoup plus rare que le mâle. Elle est un peu plus petite et moins vivement colorée. À l'avers les ailes sont blanches, tirant sur le gris à l'apex et dans les marges, avec des veines noires. Les ailes postérieures ont des marges noires. Le revers est similaire à celui du mâle, mais la partie marron des ailes postérieures est plus réduite et se limite à une marge autour de l'aile. Le corps est similaire à celui du mâle.

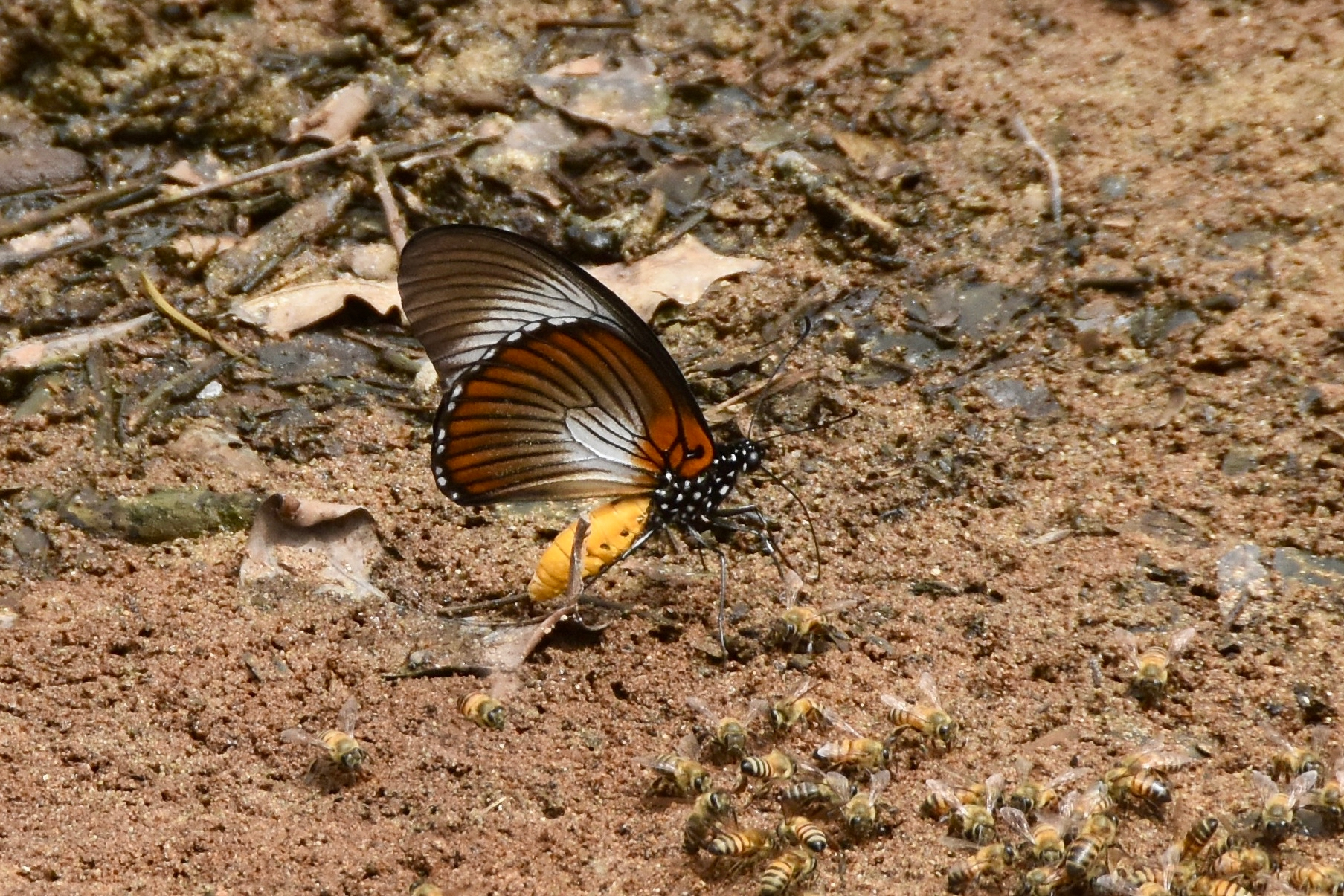
Papilio zalmoxis mâle, ailes repliées
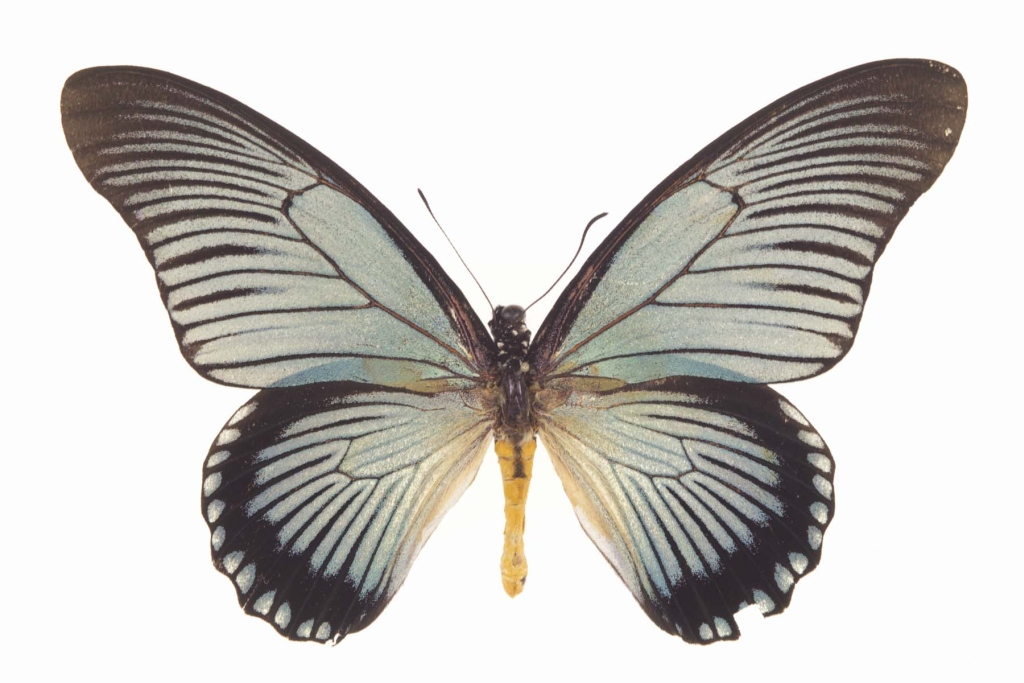
Papilio zalmoxis mâle ou femelle
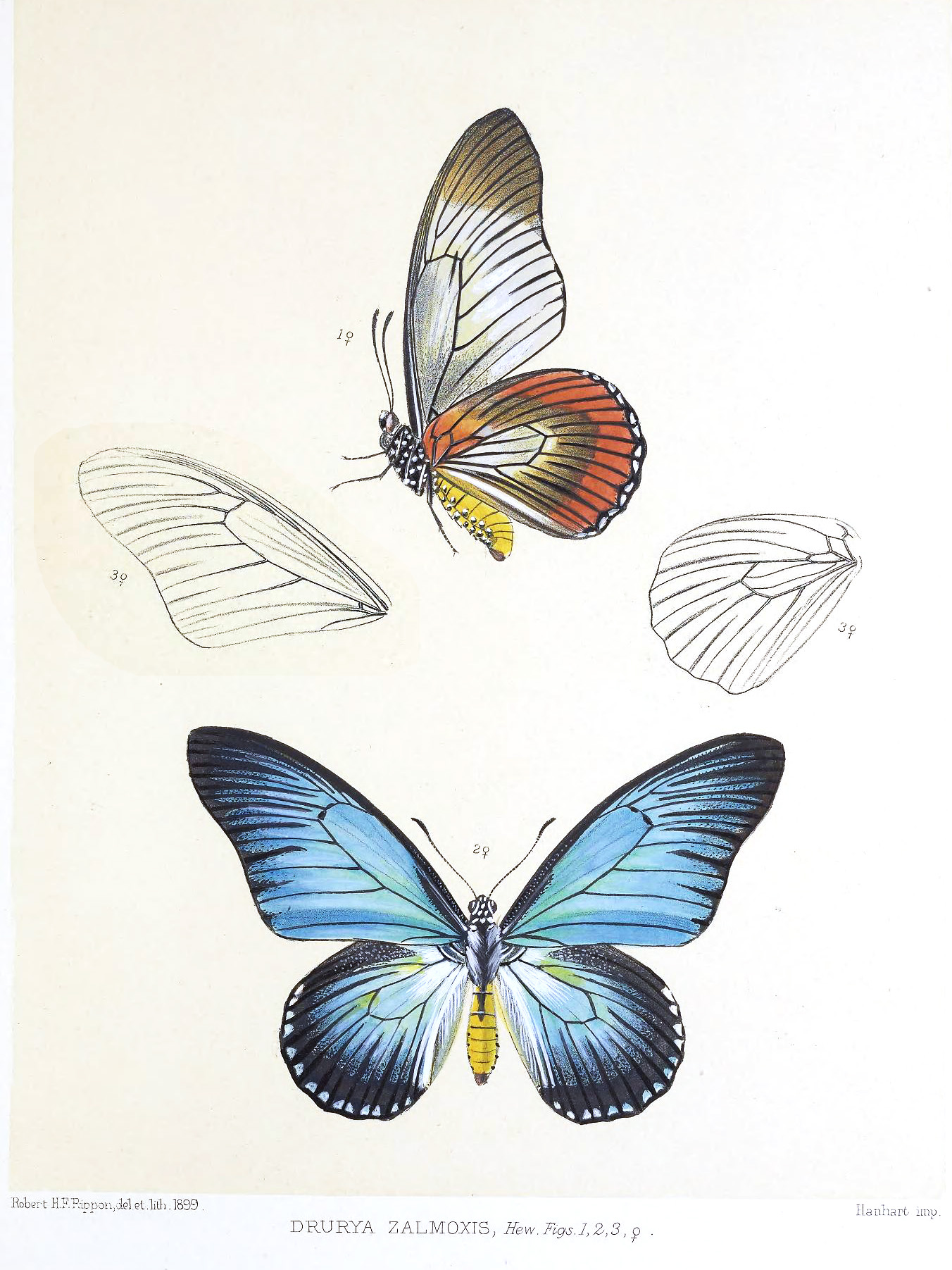
Papilio zalmoxis mâle, illustration

## Écologie
L'écologie de cette espèce est mal connue. Ni les stades juvéniles ni la plante hôte n'ont été identifiés à ce jour. Les adultes volent dans les forêts tropicales. Les mâles adultes sont attirés par l'urine et fréquentent la lisière et les chemins forestiers. Ils sont bien plus visibles et plus faciles à capturer que les femelles, ces dernières étant particulièrement rares dans les collections.

## Habitat et répartition
Papilio zalmoxis vit dans les forêts d'Afrique centrale et de l'ouest : Liberia, Côte d'Ivoire, Ghana, Nigéria, Cameroun, République centrafricaine, Guinée équatoriale, Gabon, République démocratique du Congo et Congo. En outre l'espèce est peut-être présente au Togo et au Bénin.

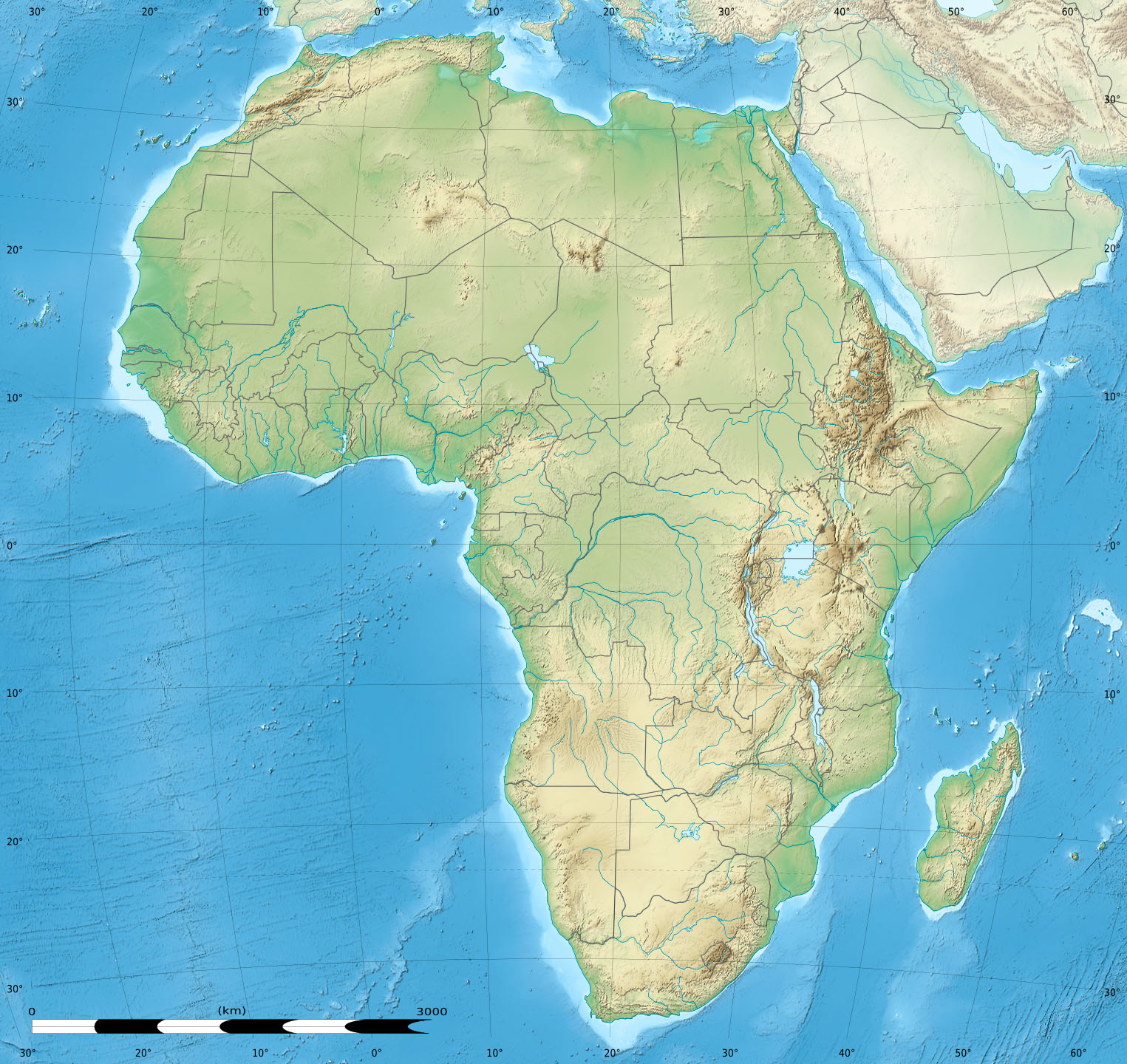
Afrique, carte
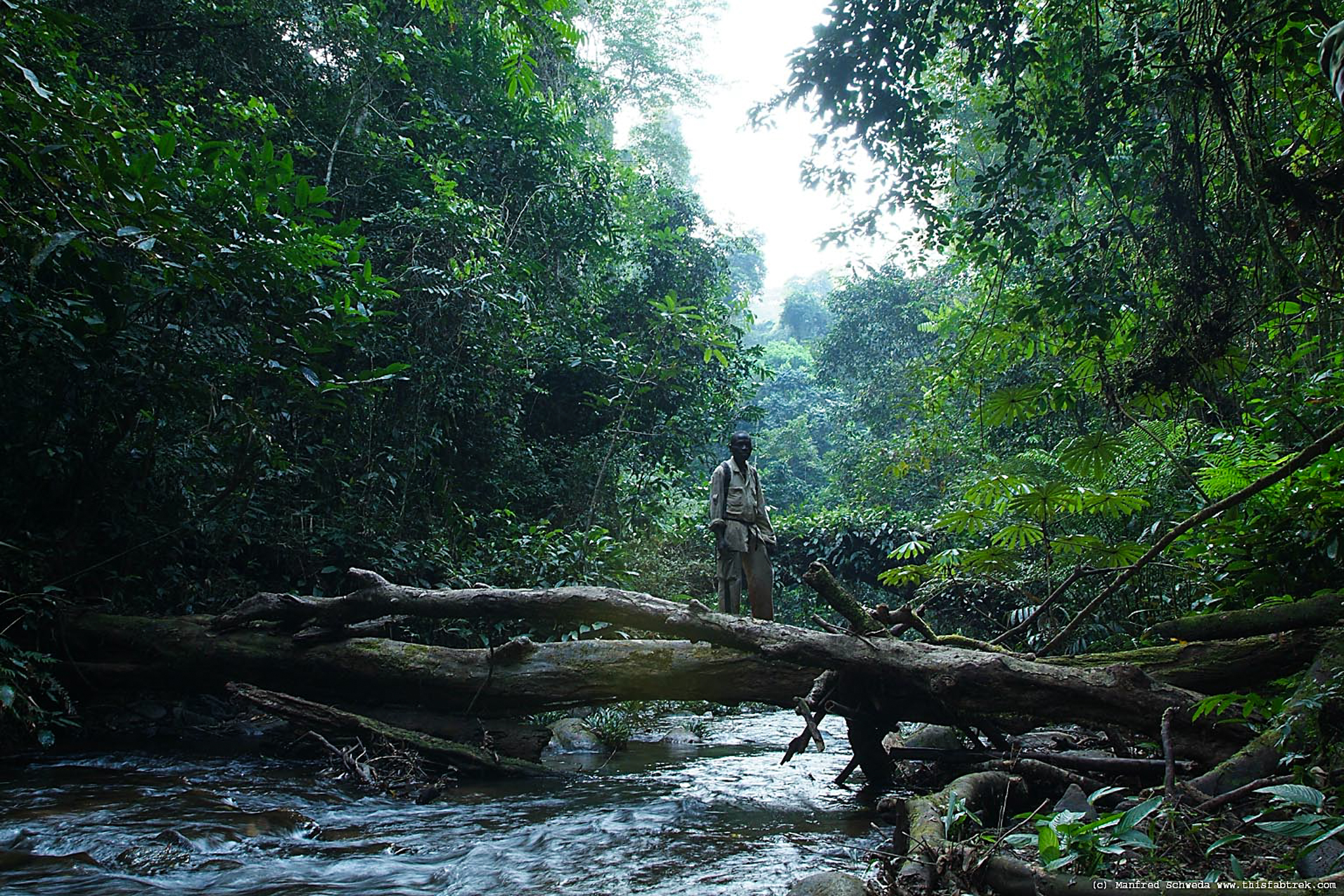
Forêt tropicale humide du mont Nimba (Libéria), habitat de Papilio zalmoxis.
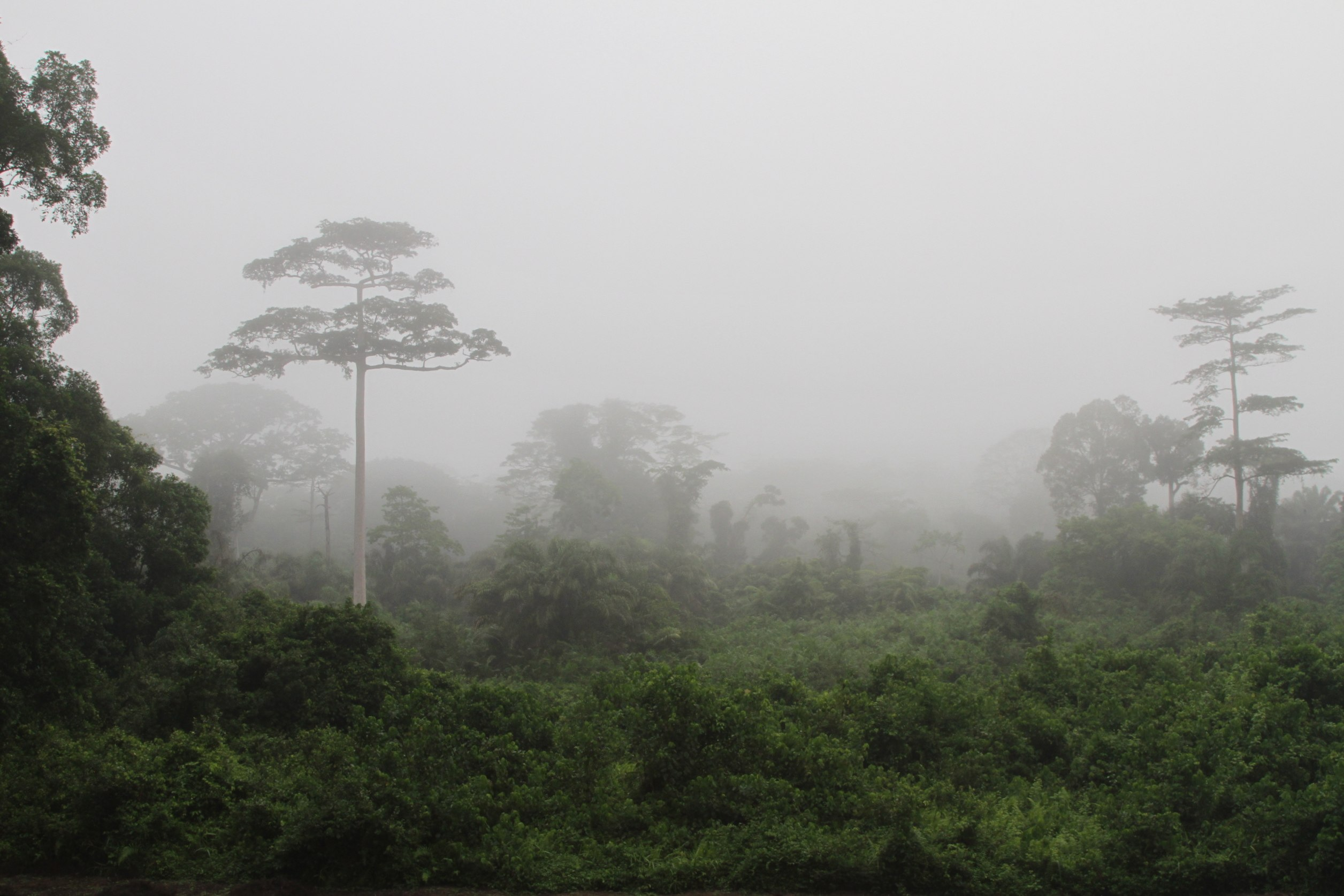
Forêt de Taille (Côte d'Ivoire)

## Systématique
L'espèce Papilio zalmoxis a été décrite pour la première fois en 1864 par l'entomologiste William Hewitson dans son Illustrations of new species of exotic butterflies, à partir d'un spécimen de Calabar en mauvais état et dont les ailes avaient viré au vert.  L'espèce porte le nom de Zalmoxis, une divinité des gètes. L'espèce a été rapprochée du genre Ornithoptera par Staudinger en 1892, puis incluse par Rippon dans le genre Druryia avec Papilio Antimachus. Elle a également été placée dans le genre Iterus. Les études plus récentes confirment sa place parmi les Papilio.
Synonymes : Druryia zalmoxis, Icarus zalmoxis, Iterus zalmoxis.

## Papilio zalmoxis et l'Homme

### Nom vernaculaire
L'espèce est appelée "Giant Blue Swallowtail" en anglais.

### Menaces et conservation
Cette espèce n'est pas évaluée par l'UICN. En 1985 elle n'était pas considérée comme menacée. Les mâles sont assez courants dans les collections en revanche les femelles sont très rares.